# Lövriset
Lövriset är en ort i Voxna socken i nordvästra delen av Ovanåkers kommun, cirka 20 kilometer nordväst om Edsbyn. Länsväg 296 passerar genom Lövriset.
SCB avgränsade 1990 Lövriset som en småort men vid senare avgränsningar har invånarantalet understigit 50 personer och området räknas inte längre som småort.